# Jean-Baptiste Vallin de La Mothe

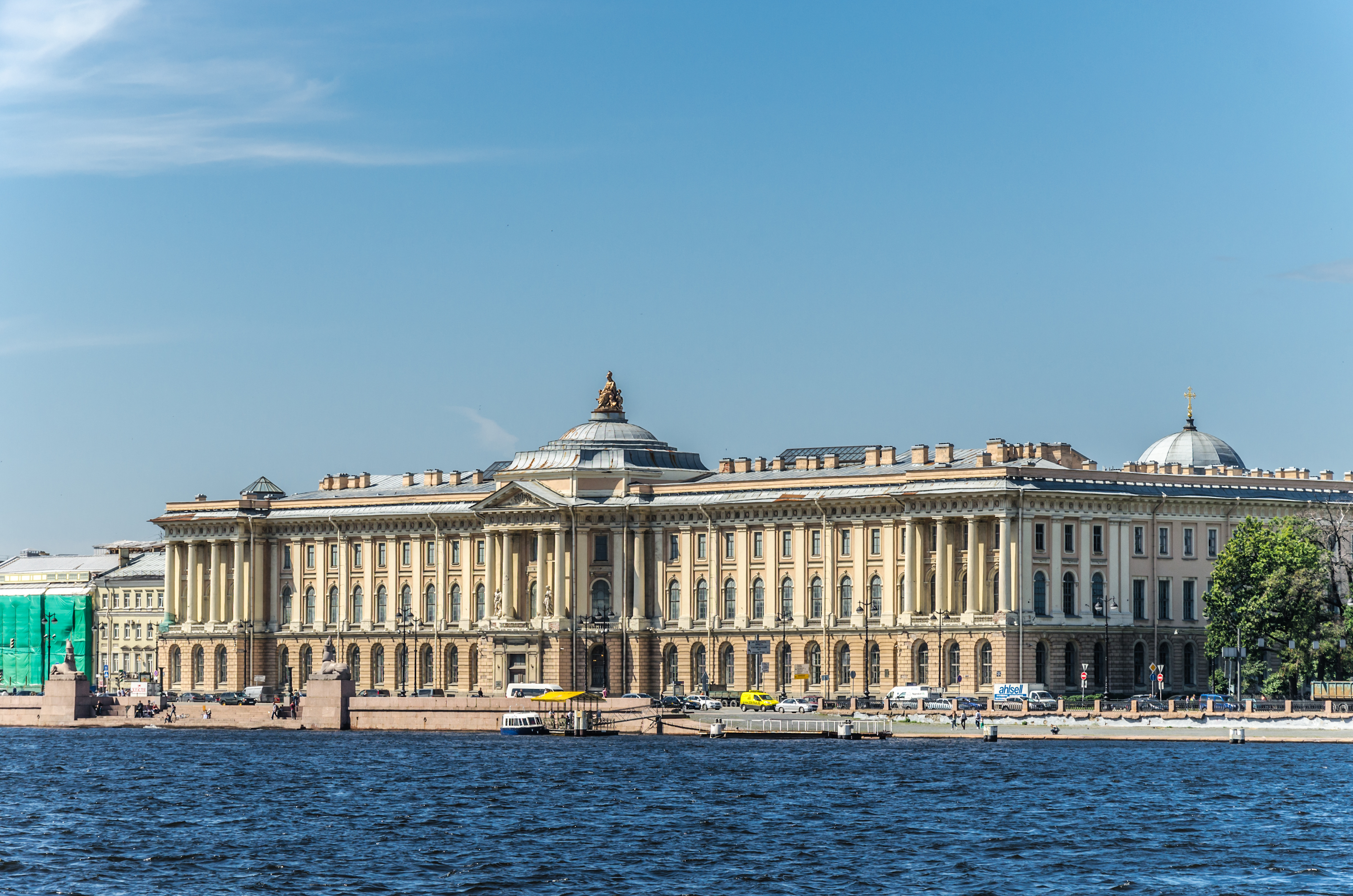
Académie impériale des beaux-arts, Saint-Pétersbourg

Jean-Baptiste-Michel Vallin de La Mothe (né en 1728 à Angoulême, mort à Angoulême le 7 mai 1800) (17 floréal an VIII) est un architecte français qui œuvra surtout en Russie à Saint-Pétersbourg. Il est souvent associé à Antonio Rinaldi qui travailla à la même époque à Saint-Pétersbourg et fut son rival. Ainsi ils furent choisis pour les plans du Gostiny Dvor et du palais Tchernychev, mais c'est Vallin de La Mothe qui remporta les chantiers. Rinaldi acheva l'église Sainte-Catherine commencée par Vallin de La Mothe.

## Biographie

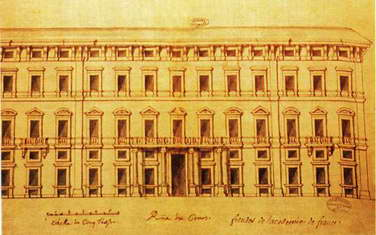
Palais Mancini Figure par Vallin de La Mothe, 1752.

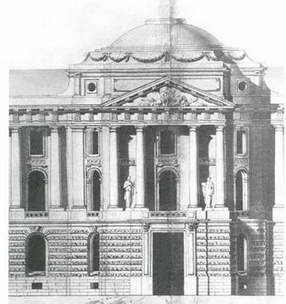
Académie russe des beaux-arts. Le projet est un fragment de la façade

En 1750, il passe deux ans à Rome en qualité d'externe de l'Académie de France. Il y côtoie Charles-Louis Clérisseau, Julien-David Le Roy (1728-1803), Gabriel-François Doyen, Louis Lagrenée, Jean-Jacques Caffieri et Augustin Pajou. Il a probablement fréquenté l'atelier de Piranese dont il a dessiné la façade du bâtiment. Il voyage ensuite en Italie en 1752.
Il retourne en France et entre dans l'agence de son oncle en 1754. Il présente par voie de presse dans le Mercure de France de juin 1754 un projet pour la place Louis XV (place de la Concorde) : Projet pour la place Louis XV par le sieur Vallin de La Mothe de Paris, architecte et membre des académies de Florence et de l'institut de Bologne.
En 1755, il présente à Henry Herbert (1734-1794), 10e comte de Pembroke, passionné d'équitation, dont il a dû faire la connaissance lors de son passage à Paris pendant son Grand Tour (il est présent à Paris à la fin de 1751 et au second semestre de 1755) un projet de manège pour son château de Wilton House. Ce projet n'a pas été réalisé. Le manège construit par un architecte anonyme anglais s'inspire des dessins de Jean-Baptiste Vallin pour la façade.
À la mort de son oncle, en 1756, il est sans emploi. Le développement de l'enseignement de l'architecture en Russie avait amené l'Académie et les autorités russes à demander un nouveau plan pour le bâtiment de l'Académie des Beaux-Arts à Jacques-François Blondel en 1757. En 1759, sur la recommandation de Blondel, il accepte la proposition de l'ambassadeur de Russie Bestoujev d'enseigner l'architecture à l'Académie des beaux-arts de Saint-Pétersbourg. Il réalise de 1761 à 1767, la galerie des marchands sur la perspective Nevski, l'église catholique Sainte-Catherine, le Petit Ermitage, le château d'Alexandrino, etc.
En 1763, premier architecte de l'Académie, il fait le plan du nouveau bâtiment de l'Académie des beaux-arts sur l'île Vassilievski en reprenant certains éléments de l'élévation et du décor des dessins de son cousin et ancien maître, Jacques-François Blondel. Il les intègre dans un plan inspiré des bâtiments qu'il avait vus lors de son séjour en Italie. Ce chantier va commencer en 1765 sous la direction de l'architecte Alexandre Kokorinov (1726–72). Mais des problèmes administratifs et financiers vont l'arrêter entre 1768 et 1776. Le gros œuvre est terminé en 1781 et le bâtiment n'est occupé qu'en 1794.
En 1775, de santé fragile et peut-être pas suffisamment intégré à la haute société russe, Vallin de la Mothe est de retour en France. Il construit (probablement) en 1782, à Angoulême, un hôtel particulier pour Louis Thomas de Bardines au 79 rue de Beaulieu.

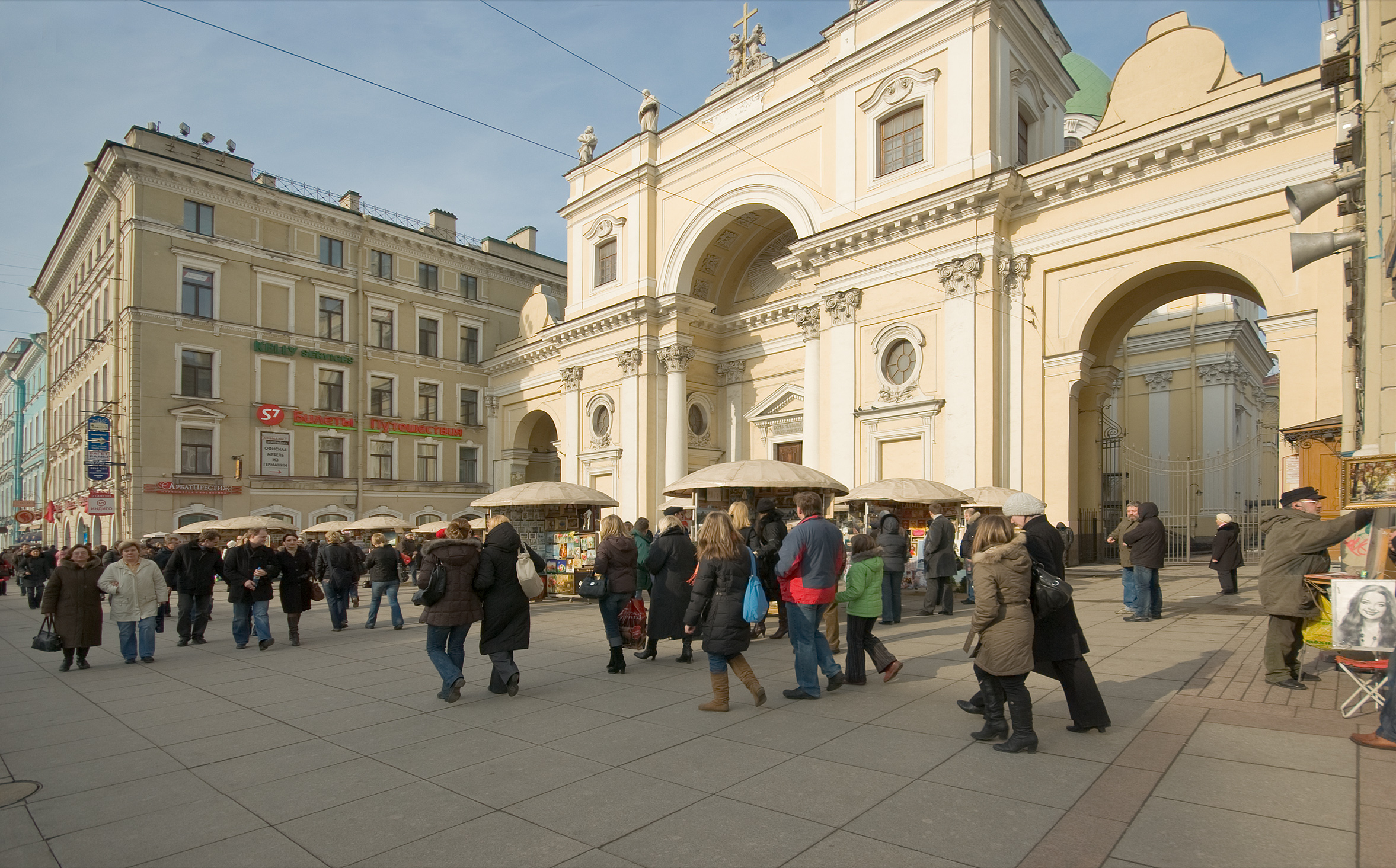
Église catholique de Sainte-Catherine, Saint-Pétersbourg
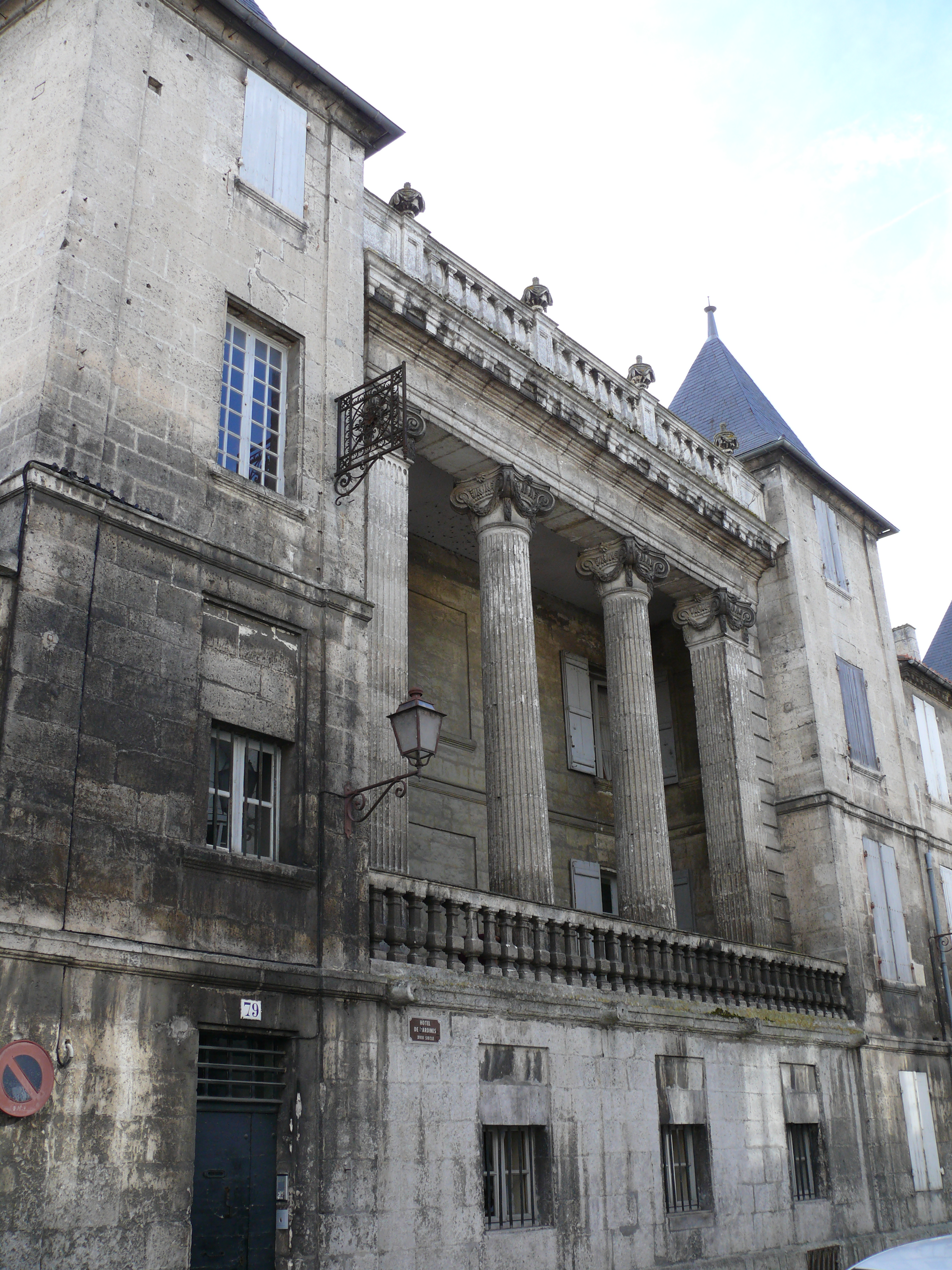
Hôtel de Bardines, Angoulême
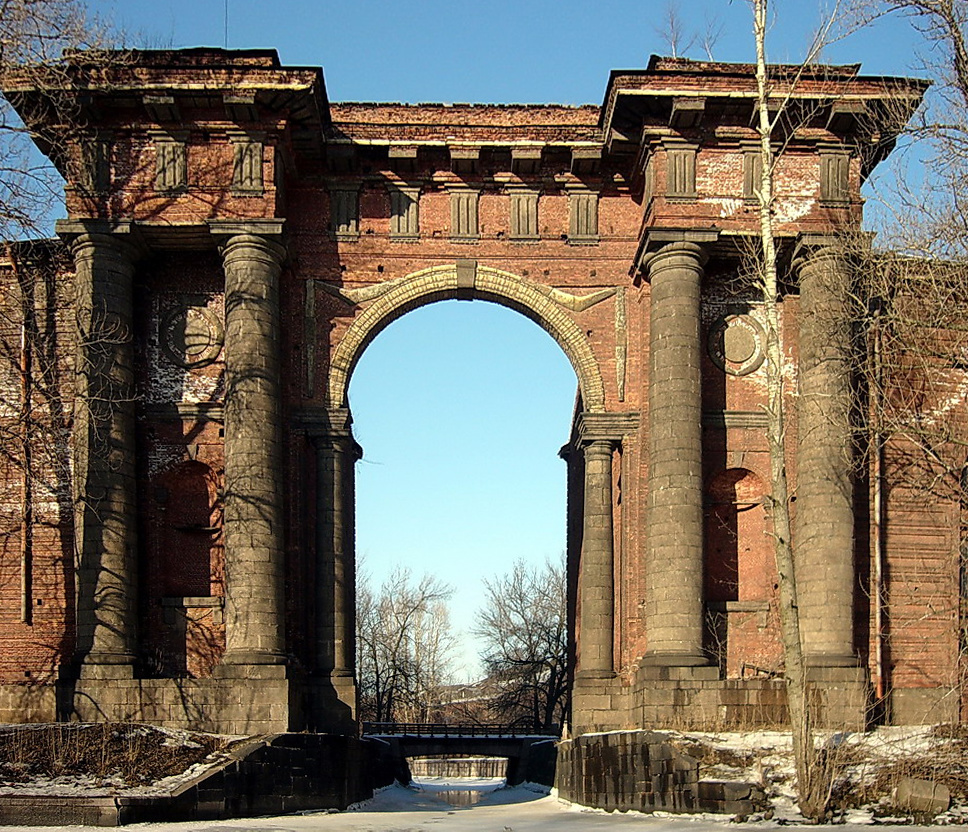
Arche de la Nouvelle Hollande (1765), Saint-Pétersbourg
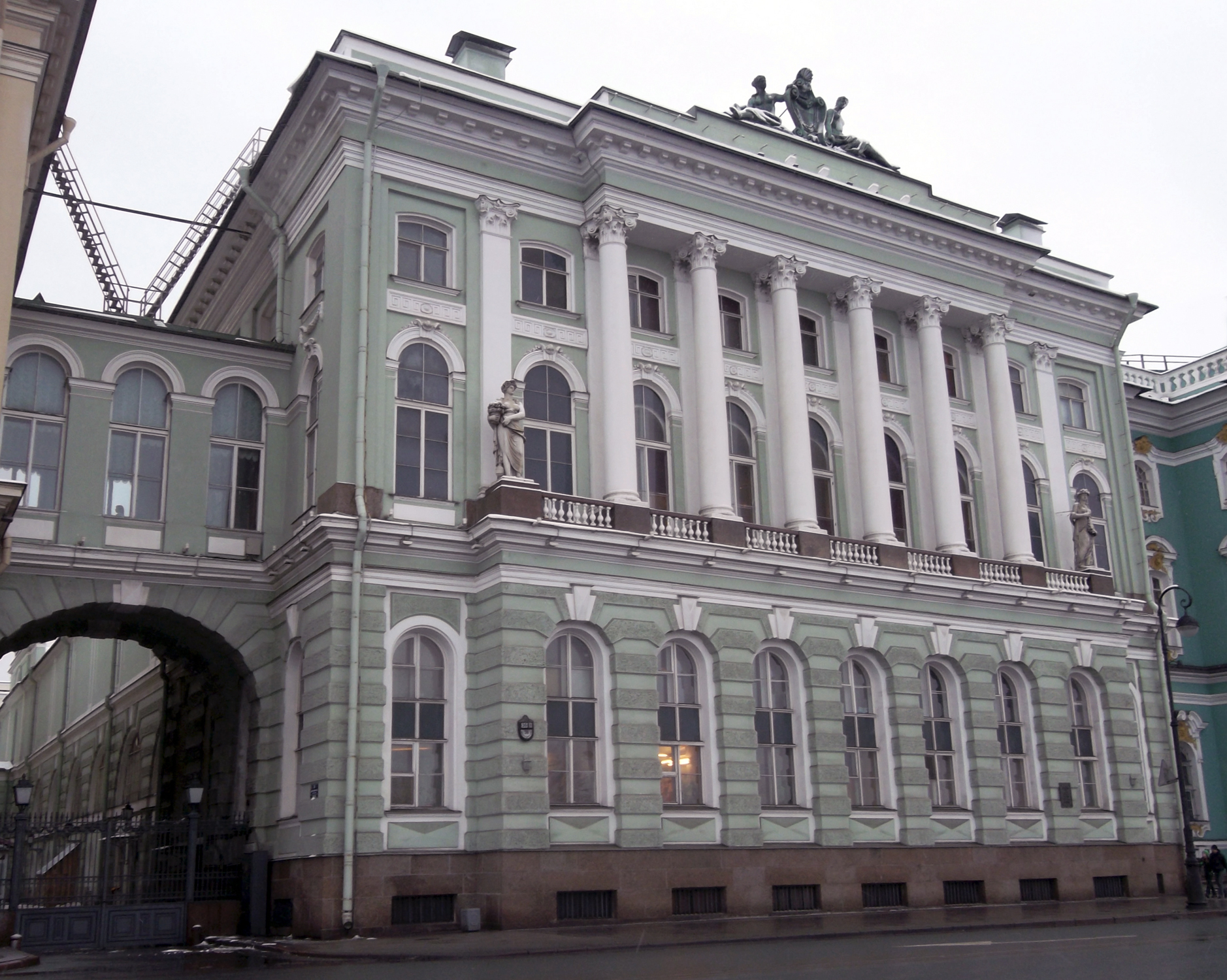
Petit Ermitage, Saint-Pétersbourg

### Sources
- Archives de l'Académie des beaux-arts de Saint-Pétersbourg
- Le musée de la Société archéologique et historique de la Charente